# Poecilosomella curvipes
Poecilosomella curvipes là một loài ruồi riêng biệt thuộc họ Sphaeroceridae. Nó chỉ được biết đến ở Đài Loan. Thân dài 3 mm.